# Emmental de Savoie
El emmental de Savoie es un queso emmental francés con indicación geográfica protegida a nivel europeo por el Reglamento de la Comisión n.º 1107/96. Se elabora con leche cruda de vaca de razas locales, tarine, abondance y montbéliarde, proveniente exclusivamente de los departamentos de Saboya y Alta Saboya.
Este queso fue creado en el siglo XIX en los territorios de Saboya y la Alta Saboya. Madura durante un periodo mínimo de 75 días. Es un queso con un 45% de materia grasa. Tiene forma redonda, ligeramente abombada, de alrededor 75 kilos de peso y 75 centímetros de diámetro. La corteza es amarilla o marrón, con la mención «Savoie» en rojo en el talón. La pasta presenta claros ojos, regulares y bien distribuidos, muy típicos, llamados trous. Se clasifica dentro de la familia de los quesos de pasta prensada y cocida.